# Aeroportul Municipal Corvallis
Aeroportul Municipal Corvallis (IATA: CVO, ICAO: KCVO, FAA LID: CVO) este un aeroport din Oregon, Statele Unite ale Americii ce deservește zona Corvallis. Aeroportul a fost tranzitat în 2019 de 52 de pasageri. A fost numit după zona deservită.
Situat la o altitudine de 76 m, aeroportul dispune de 2 piste.

## Infrastructură

### Piste
Aeroportul dispune de 2 piste. Pista 09/27 are suprafața de asfalt și dimensiunile 3.545 picioare × 75 picioare. Pista 17/35 are suprafața de asfalt și dimensiunile 5.900 picioare × 150 picioare. 